# Theater im Rathaus
Das Theater im Rathaus ist ein privat geführtes Theater in Essen.

## Geschichte
Das Theater im Rathaus befindet sich im Erdgeschoss des 1979 eingeweihten Rathauses. Die Studiobühne mit 265 Plätzen wurde zunächst als Dependance des Schauspiels Essen (Grillo-Theater) genutzt. 1991 eröffnete Inge Meysel mit dem Stück Teures Glück von Jean Bouchard das heutige Theater im Rathaus. Seither steht es unter der Leitung der Theater-Produktion Thalia GmbH.
Im Spielplan reicht die Bandbreite der Genres von der Boulevardkomödie über Krimis, Operetten und Musicals bis zum klassischen Schauspiel.
Auch Uraufführungen werden gezeigt – zuletzt 2010 die Komödie Ein Goldjunge für Emily von Folker Bohnet und das Musical Weiblich, 45plus, na und!?! Wechseljahre (auch bekannt unter dem Titel Heiße Zeiten) von Tilmann von Blomberg und Bärbel Arenz. Auch der Schauspieler und Autor Gunther Beth ist mit seinen Stücken regelmäßig zu sehen.
Bühnenkünstler wie Brigitte Grothum, Viola Wedekind, Jacques Breuer, Jenny Jürgens, Markus Majowski, Martin Lüttge, Horst Janson, Martin Lindow, Désirée Nick, Sabine Menne, Alexandra Kamp und Volker Brandt traten in der Spielzeit 2010/2011 hier auf. Auch Doris Kunstmann, Herbert Herrmann und Nora von Collande, Günter Lamprecht, Susanne Uhlen, Anita Kupsch, Karin Dor, Ilja Richter, Uwe Friedrichsen, Edith Hancke, Michael Lesch oder Peter Bause spielen immer wieder im Theater im Rathaus. Der Essener Schauspieler und Kabarettist Thomas Glup hat hier sein Bühnen-Zuhause. Inge Meysel und Charles Regnier sind Ehrenmitglieder des Theaters im Rathaus.